# Thermopsis mollis
Thermopsis mollis là một loài thực vật có hoa trong họ Đậu. Loài này được (Michx.) A.Gray miêu tả khoa học đầu tiên.